# Mazan
Mazan település Franciaországban, Vaucluse megyében. Lakosainak száma 6272 fő (2022. január 1.). Mazan Caromb, Blauvac, Carpentras, Malemort-du-Comtat, Modène, Mormoiron, Pernes-les-Fontaines, Saint-Didier, Saint-Pierre-de-Vassols és Venasque községekkel határos.

## Népesség
A település népességének változása:
| Lakosok száma | 5816 | 5842 | 6101 | 6036 | 6127 | 6201 | 6235 | 6269 | 6272 |
|               | 2013 | 2015 | 2016 | 2017 | 2018 | 2019 | 2020 | 2021 | 2022 |